# Constanța Târțău
Constanța Târțău (n. 14 septembrie 1930, Chișinău, România – d. 24 aprilie 2014, Chișinău, Republica Moldova) a fost o actriță din Republica Moldova și prima prezentatoare TV din Chișinău (în 1958).

## Biografie
S-a născut într-o familie de muzicanți și a fost pasionată atât de cântat cât și de compus poezie, la admiterea la facultate prezentându-se cu poezii și proză.
A studiat la Institutul de Stat de Artă Teatrală „A. N. Ostrovski” din Leningrad⁠(d) (astăzi Sankt Petersburg) pe care l-a absolvit în 1952. Începe să lucreze la Teatrul Muzical-Dramatic „A. Pușkin” (astăzi Teatrul „Mihai Eminescu”) din Chișinău și debutează în 1971 în rol secundar în filmul Lăutarii.
A prezentat emisiunea Teatrul la microfon la Radio Moldova. A jucat și în spectacole teatrale televizate în cadul programului „Dialog”.
Colegii de breaslă își amintesc de ea ca fiind una dintre puținele actrițe care să spună răspicat că este româncă într-o perioadă în care acest lucru i-a adus probleme.
S-a stins din viață la 83 de ani și a fost înmormântată în Cimitirul Central de pe strada Armenească din Chișinău.

### Roluri
Într-o carieră care s-a întins pe mai bine de 30 de ani, a jucat în zeci de piese de teatru și filme.
- Julieta în Romeo și Julieta de W. Shakespeare;
- Tatiana în O fată își caută norocul de V. Vasilco;
- Haia Livșiț din Eroica de Gh. Malarciuc;
- Cordelia din Regele Lear de W. Shakespeare;
- Iulia din Ovidiu de V. Alecsandri;
- Liusi din Opera de trei parale de B. Breht;
- Aza din Țiganca Aza de M. Starițchi;
- Tiina din Tiina de A. Chițberg;
- Victoria din Două vieți și a treia de F. Vidrașcu;
- Pani Conti din Solo pentru orologii de O. Zagradnic;
- Zeinab din Dincolo de ușa verde de P. Ibraghimbecov;
- Eleonora din Casa mare de I. Druță;
- Lavinia din Toate trei anotimpurile de A. Busuioc;
- Veronica Micle din spectacolul Eminescu în regia lui V. Cupcea;
- Marta în spectacolul Interviu la Buenos-Aires de X. Borovic;
- Mașa din Cadavrul viu de L. Tolstoi;
- Tamara Ivanovna în Tata de D. Matcovschi;
- o mamă cu doisprezece copii în filmul Lăutarii de E. Loteanu;
- mama lui Făt-Frumos în filmul Făt-Frumos de V. Ioviță;
- o mamă a doi feciori - în filmul Tragedia basarabeană de N. Ghibu;
- Inga în În pofida zeilor de A. Delendic;
- Nadi în Duelul de M. Baijiev;
- Vasiluța în Casa mare de I. Druță;
- Lizi Mak-Kei în Lizi Mak-Kei de J.P. Cartr;
- Elena Colțova în Ambasadorul sovietic de A. și P. Tur.

## Premii
- Titlul de Artistă Emerită;
- Laureată a premiului „Valeriu Cupcea”.